# Lonchaea caerulea
Lonchaea caerulea är en tvåvingeart som beskrevs av Walker 1849. Lonchaea caerulea ingår i släktet Lonchaea och familjen stjärtflugor. Inga underarter finns listade i Catalogue of Life.